# Louise Schack Elholm
Louise Schack Elholm (ur. 26 października 1977 w Slagelse) – duńska polityk, deputowana, w latach 2022–2023 minister.

## Życiorys
Kształciła się w Sorø Akademi, następnie uzyskała licencjat (2002) i magisterium (2006) z ekonomii na Uniwersytecie Kopenhaskim. Zaangażowała się w działalność polityczną w ramach liberalnej partii Venstre. Pracowała w sekretariacie jej młodzieżówki Venstres Ungdom, była zatrudniona w zrzeszeniu przemysłowym DI, a także jako analityk w funduszu emerytalnym PensionDanmark.
W 2007 po raz pierwszy została wybrana na posłankę do Folketingetu. Mandat deputowanej uzyskiwała następnie w 2011, 2015, 2019 i 2022. W grudniu 2022 objęła urząd ministra ds. kościelnych, obszarów wiejskich i współpracy nordyckiej w koalicyjnym rządzie Mette Frederiksen. Stanowisko to zajmowała do listopada 2023.
Jej mąż Torsten Schack Pedersen również został członkiem duńskiego parlamentu.